# Eutelsat 10A
Eutelsat 10A (früher: Eutelsat W2A) ist ein Kommunikationssatellit, der von der Firma Eutelsat (European Telecommunications Satellite Organization) betrieben wird.

## Geschichte
Eutelsat W2A wurde von Alcatel Alenia Space gefertigt und basiert auf der 4000C4 Satellitenbus-Plattform, welche auch bei den  Satelliten Siel 2 und Eutelsat W7 zum Einsatz kam.  Der Satellit wurde 3. April 2009 von einer Proton-M/Breeze-M vom Weltraumbahnhof Baikonur in eine geostationäre Transferbahn gebracht. Die Zirkularisierung für die geostationäre Umlaufbahn führte der Satellit mit seinen eigenen Bordtriebwerken durch. Dort nahm W2A die Position bei 10 Grad Ost ein und ersetzte den Satelliten Eutelsat W1. Als Eutelsat am 1. März 2012 das Bezeichnungssystem der Satelliten änderte, erhielt er gemäß seiner Orbitalposition 10° Ost den Namen Eutelsat 10A.

## Betrieb
Mit (bis zu) 37 Ku-Band-Transpondern sollen durch einen fest ausgerichteten Strahl Telekommunikationsdienste, Internet und Videodatenübertragungen in Europa, Nordafrika und dem Mittleren Osten angeboten werden. Mit einem weiteren Strahl mit bis 12 Transpondern können auch Südafrika und die Inseln des Indischen Ozeans abgedeckt werden. Die C-Band-Übertragung wird mit 10 Transponder panafrikanische Breitband-Daten- und Telekommunikationsdienste ermöglichen. S-Band-Übertragungen werden mit einer, im All zu entfaltenden, Antenne mit 12 Metern Durchmesser Richtung Europa ausgestrahlt. Ziel ist eine neue verknüpfte (hybride) Struktur von mobilen und festen Diensten im Bereich Mobilkommunikation und in Gebäuden empfangbares Mobil-TV.